# Harald Sverdrup
Pour les articles homonymes, voir Sverdrup.
Harald Ulrik Sverdrup (1888-1957) est un océanographe et météorologiste norvégien qui fait de nombreuses découvertes théoriques dans ces deux domaines.

## Biographie
Harald Sverdrup est né à Sogndal d'Edward Sverdrup (1861-1923) et Maria Vollan (1865-1891). Il est le frère de la pédagogue Mimi Sverdrup Lunden (1894-1955) et de l'ingénieur Leif Sverdrup (1898-1976). Il étudie d'abord au lycée à Bergen à partir de 1901 avant de recevoir son diplôme d'études secondaires (Examen artium) en 1906 à l'École de la Cathédrale de Stavanger, à la suite du déménagement de sa famille. Après des études à l'université d'Oslo en 1914 et quelques années à Leipzig, il soutient sa thèse de doctorat en 1917.
De 1918 à 1925, Sverdrup mène des recherches scientifiques lors de l'expédition de Roald Amundsen sur le Maud avant d'avoir une chaire de météorologie en 1926 à Bergen, succédant à Wilhelm Bjerknes, où son intérêt principal devient peu à peu l'océanographie. Il est assistant au département des relevés magnétiques terrestres de l'Institut Carnegie de Washington en 1922 et chercheur associé au même institut en 1926 et de 1928 à 1940,.
En 1931, Sverdrup participe à l'expédition arctique du Nautilus de l'Australien Hubert Wilkins utilisant un sous-marin réformé des États-Unis de la Première Guerre mondiale le Nautilus. Le sous-marin a coulé au large de Askøy à 800 km du Pôle Nord, mais la mission est un succès et Sverdrup peut établir le premier bilan thermique des glaciers,. Après avoir pris congé de l'université de Bergen, il est nommé directeur de l'Institut d'océanographie Scripps (SIO) en Californie en 1936, initialement pour trois ans mais la Seconde Guerre mondiale fait qu'il reste à ce poste jusqu'en 1948,. Pendant cette période, il développe sa théorie de la circulation des océans, la première qui soit digne d'intérêt pour la description des phénomènes naturels, et publie The Oceans, their physics, chemistry, and general biology en 1942. Il participe aussi à l'effort de guerre en dirigeant son équipe sur les problèmes tels que l'interface mer-air, la turbulence dans ces deux milieux, les courants de dérive pour la recherche et de sauvetage, ainsi que les effets de la houle sur le ravitaillement en mer et les opérations amphibies.
Après avoir quitté le SIO, il retourne en Norvège pour devenir le directeur de l'institut polaire norvégien et continue ses contributions à l'océanographie, à la biologie marine et à la recherche polaire. Il est doyen de 1954 à 1957 de l'université d'Oslo, où il se fait le défenseur du « plan Sverdrup », une expansion majeure des universités d'Oslo et de Bergen qui a lieu au début des années 1960.

## Notoriété et récompenses
Harald Sverdup est membre de l'Académie norvégienne des sciences et des lettres et de celle des États-Unis, président de l'Association internationale d'océanographie physique, vice-président de l’Union américaine de géophysique, président de la Commission internationale de météorologie polaire et de plusieurs autres associations internationales.
Une unité de mesure de débit des courants océaniques porte son nom. Le glacier Sverdrup sur l'île de Nordaustlandet (archipel de Svalbard), les montagnes Sverdrup en Terre de la Reine-Maud (Antarctique) et le plus grand navire de l'Institut de recherche de la défense norvégienne, le MS HU Sverdrup II, portent aussi son nom.
Il a reçu plusieurs distinctions dont :
- 1930 : médaille Vega ;
- 1938 : Médaille Alexander-Agassiz ;
- 1951 : médaille William-Bowie.

## Postérité
Dans le film historique et biographique norvégien Voyage au bout de la Terre (Amundsen), réalisé par Espen Sandberg et sorti en 2019, son rôle est interprété par Torgny Gerhard Aanderaa.